# Su Ana
 (juin 2024).
La mise en forme du texte ne suit pas les recommandations de Wikipédia : il faut le « wikifier ».
Les points d'amélioration suivants sont les cas les plus fréquents. Le détail des points à revoir est peut-être précisé sur la page de discussion.
- Les titres sont pré-formatés par le logiciel. Ils ne sont ni en capitales, ni en gras.
- Le texte ne doit pas être écrit en capitales (les noms de famille non plus), ni en gras, ni en italique, ni en « petit »…
- Le gras n'est utilisé que pour surligner le titre de l'article dans l'introduction, une seule fois.
- L'italique est rarement utilisé : mots en langue étrangère, titres d'œuvres, noms de bateaux, etc.
- Les citations ne sont pas en italique mais en corps de texte normal. Elles sont entourées par des guillemets français : « et ».
- Les listes à puces sont à éviter, des paragraphes rédigés étant largement préférés. Les tableaux sont à réserver à la présentation de données structurées (résultats, etc.).
- Les appels de note de bas de page (petits chiffres en exposant, introduits par l'outil «  Source ») sont à placer entre la fin de phrase et le point final[comme ça].
- Les liens internes (vers d'autres articles de Wikipédia) sont à choisir avec parcimonie. Créez des liens vers des articles approfondissant le sujet. Les termes génériques sans rapport avec le sujet sont à éviter, ainsi que les répétitions de liens vers un même terme.
- Les liens externes sont à placer uniquement dans une section « Liens externes », à la fin de l'article. Ces liens sont à choisir avec parcimonie suivant les règles définies. Si un lien sert de source à l'article, son insertion dans le texte est à faire par les notes de bas de page.
- La présentation des références doit suivre les conventions bibliographiques. Il est recommandé d'utiliser les modèles {{Ouvrage}}, {{Chapitre}}, {{Article}}, {{Lien web}} et/ou {{Bibliographie}}. Le mode d'édition visuel peut mettre en forme automatiquement les références.
- Insérer une infobox (cadre d'informations à droite) n'est pas obligatoire pour parachever la mise en page.

Pour une aide détaillée, merci de consulter Aide:Wikification.
Si vous pensez que ces points ont été résolus, vous pouvez retirer ce bandeau et améliorer la mise en forme d'un autre article.
Su Ana (Mère eau) (tatar : Су анасы) - Déesse de l'eau dans la mythologie turque, tatare et altaïenne. Dans diverses langues turques, elle est également connue sous le nom de Suv (Sub, Suğ, Sıv) Ana. Les mongols l'appellent Usan (Uhan) Ece.
Il présente de grandes similitudes avec les êtres appelés Víz Anya dans la culture magyare et Ус Ээж (bouriate : Уһан Эхэ, Oyrat : Усн Эк ) dans la croyance mongole. Ces mots signifient littéralement la Mère de l'Eau.

## Caractéristiques
On dit qu'elle est l'épouse de Su Ata(père eau). Contrairement à Su Ata et Su iyesi, elle aime aller en dehors de l'eau. Ses longs cheveux noirs (parfois blonds) touchent presque le sol. Elle a des gros seins, des grands yeux noirs et grands, sans sourcils. On dit même que ses yeux sont globuleux. Sa peau est rougeâtre. On la voit généralement au bord de l'eau, sur la jetée, lorsqu'elle se peigne avec un peigne d'or. Elle a peur des gens et se jette à l'eau. Elle peut oublier son peigne d'or (d'argent) au bord de l'eau, mais elle ne laissera jamais seuls ceux qui le volent. Une créature semblable à la Su Ana existe également dans les croyances du peuple Mordve, voisin des Tatars, et son nom est Vedyava. Dans la mythologie tatare, Su Ata, Su iyesi et la Su Ana apparaissent parfois comme des noms différents pour un seul être. Cependant, la différence la plus importante entre eux est que Su iyesi n'est liée qu'à une certaine source d'eau. Su Ana et Su Ata, en revanche, sont les propriétaires de toutes les sources d'eau et peuvent aller voir qui ils veulent. Su Ana et Su Ata envoient les iye(esprits) de l'eau pour protéger ces sources.

## Vudaş/Vudaj/Vuday
Vudaş (tchouvache : Вутăш, Vutăş) - esprit de l'eau dans la mythologie tchouvache. Il est directement lié au Vodyano (ancêtre de l'eau) de la mythologie slave et à la Vodyava (mère de l'eau) de la mythologie mordve(englobant les deux). Selon les légendes, Vudush mourut noyé et fut transformé en génie des eaux. Il a l'apparence d'un demi-humain. On dit parfois qu'il marche sur deux jambes comme les humains. Il vit dans les grandes rivières et les lacs. On croyait que les Vudush avaient le même mode de vie que les humains. Parmi eux, il y a des vieillards et des bébés, et ils ont des familles.
À midi, les tchouvaches ne se baignent pas parce que Vudush se baigne à ce moment-là. Les jours de soleil, une beauté vient sur le rivage déguisée en fille brune et peigne ses longs cheveux avec un peigne d'or. Parfois, elle s'endort sur la plage. Pour ne pas la déranger, il est nécessaire de bien se comporter lorsqu'on se promène au bord de l'eau.

## Étymologie
Le nom est dérivé de la racine Su/Suv/Sub (eau). Un liquide buvable qui est fluide dans des conditions normales. L'eau signifie aussi métaphoriquement création et tempérament. 

## Source
- Dictionnaire des mythes turcs, Deniz Karakurt, Turquie, 2011 (OTRS : CC BY-SA 3.0)  27 Aralık 2019 tarihinde    </link>